# Negruzzi 14
Negruzzi 14 este un film românesc din 2016 regizat de Bogdan Mureșanu.